# Luis Jiménez de Asúa
Luis Jiménez de Asúa (Madrid, 1889 - † Buenos Aires, 1970) fou un jurista i polític espanyol.

## Biografia
Professor de dret penal en la Universitat Central de Madrid (actual Universitat Complutense de Madrid). Per la seva protesta contra les vexacions sofertes per Miguel de Unamuno per part de la dictadura de Primo de Rivera, va ser confinat a les Illes Chafarinas i juntament amb altres destacats intel·lectuals espanyols va renunciar a la seva càtedra el 1929. El 1931 va ingressar en el PSOE i va ser elegit diputat a les Corts Constituents, presidint la comissió parlamentària encarregada d'elaborar la Constitució de la Segona república espanyola el 1931. Director de l'Institut d'Estudis Penals, creat per Victoria Kent, va participar en la redacció del Codi Penal de 1932.
Pertanyent a l'ala moderada del PSOE, va ser vicepresident de les Corts sortides de les eleccions generals espanyoles de 1936. Durant la Guerra Civil espanyola va ocupar càrrecs diplomàtics de la República a Polònia i Txecoslovàquia i va representar Espanya davant la Societat de Nacions. Acabada la guerra, es va exiliar en Argentina (1939), on va continuar la seva carrera docent en la Universitat Nacional de La Plata i la Universitat Nacional del Litoral i va dirigir l'Institut de Dret Penal i Criminologia d'Universitat de Buenos Aires fins al cop militar de 1966. Va dirigir la Revista de Dret Penal i Criminologia fins a la seva defunció. El 1962 va ser nomenat president de la República en l'exili, càrrec que va detenir fins a la seva defunció el 1970.

## Obres
- El Derecho penal del porvenir (1916)
- El estado de necesidad (1922)
- Al servicio del Derecho penal
- La teoría jurídica del delito (1931)
- Psicoanálisis criminal(1940) Buenos Aires, Losada.
- El criminalista (1941-1949, 8 vols)
- La Constitución política de la democracia española (1942)
- La ley y el delito (1945)
- La Constitución de la democracia española y el problema regional (1946)
- Tratado de Derecho penal (1949-1963, 7 vols.).